# Pont de Bard
Le pont de Bard est un pont en arc qui enjambe la Doire baltée et relie les communes de Bard et de Hône, dans la basse Vallée d'Aoste.

## Histoire
Le pont remonte sans doute à l'époque romaine. Il est cité pour la première fois en 1272 dans un document de recensement de la châtellenie de Bard conservé aux Archives d'État de Turin, concernant les impôts perçus sur le pons bardi.
Il est cité également dans des documents remontant à 1343 et à 1469, et à la période entre 1592 et 1596 à propos d'une inondation.
Une œuvre de restauration a été accomplie en 1787.
Le lit de la Doire a été plus large dans le passé, ce qui expliquerait la variation de la longueur du pont : trois arcs mineurs se trouvent aujourd'hui enterrés sur la rive de Hône.

## Caractéristiques
Le pont est réalisé en pierre et composé de 2 arcs. Il relie la partie basse du bourg de Bard, le long de la RN 26, à la partie sud-est du chef-lieu de Hône, sur la rue Émile Chanoux, non loin en aval de la confluence de l'Ayasse.

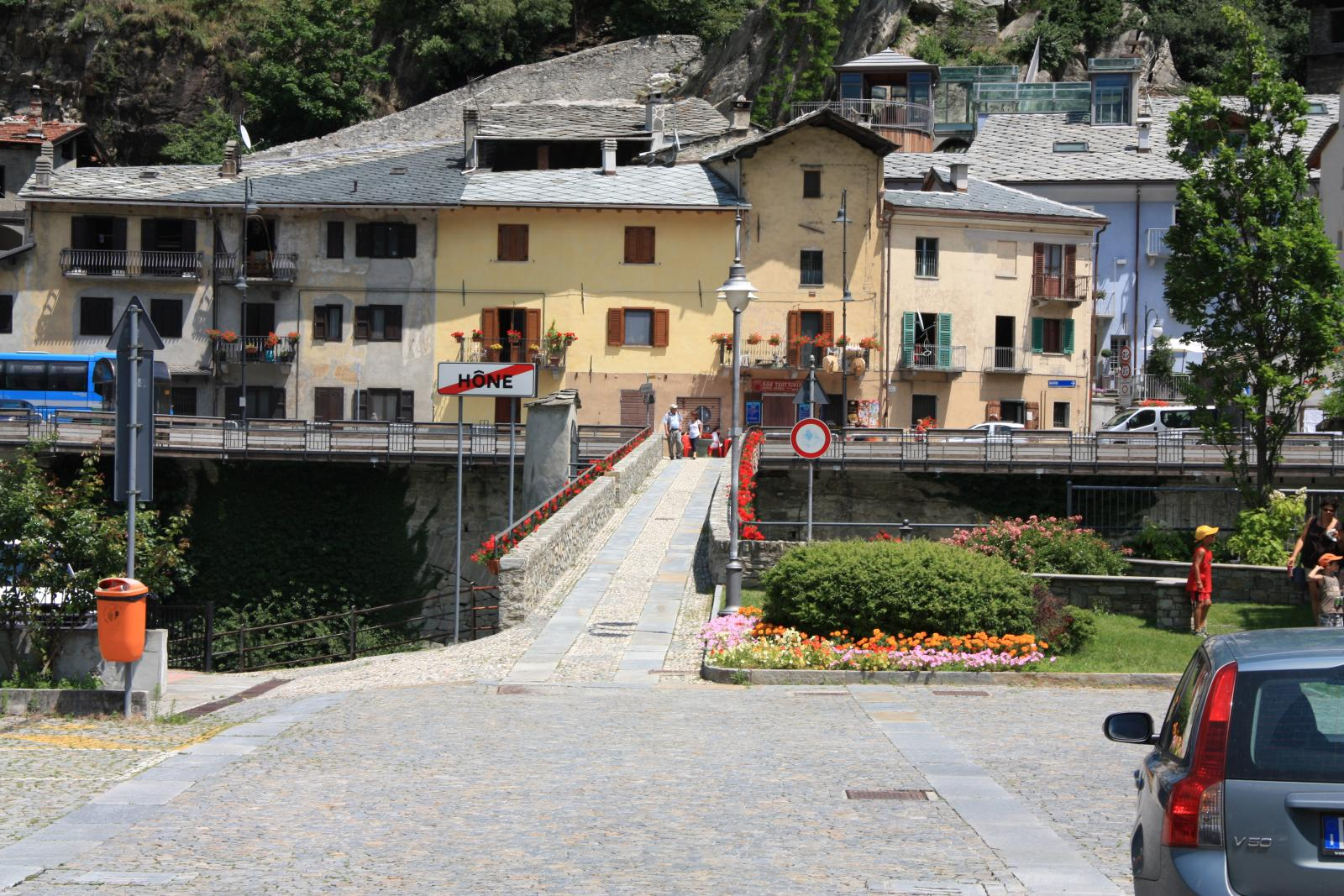
Le pont vu du côté de Hône.

Son tracé est légèrement en déclin vers Hône.
Environ sur la moitié du pont, le côté nord, se trouve une édicule contenant les statues de Grat d'Aoste, de la Vierge-des-Grâces et d'Antoine le Grand.
La Via Francigena passe par ce pont.